# Crank That (Soulja Boy)
Singles de Soulja Boy Tell' Em
Soulja Girl
(2007)
Crank That (Soulja Boy) est le premier single du rappeur américain Soulja Boy Tell' Em figurant sur son second album souljaboytellem.com. La chanson est restée sept semaines à la première place du Billboard Hot 100 américain en 2007. La chanson est identifiée par son riff en steel drum. La chanson a été produite à l'origine grâce au logiciel de musique FL Studio avant d'être reproduite plus tard.
Crank That (Soulja Boy) est le numéro 21 sur la liste du Rolling Stone magazine des 100 meilleures chansons de 2007. La chanson a reçu une nomination pour un Prix Grammy pour la meilleure chanson au cinquantième Grammy Awards.
La chanson a connu un succès international ; jusqu'ici, elle a atteint la deuxième place du Top 40 de la chart néo-zélandaise des singles. Au Royaume-Uni, la chanson a été deuxième du top UK Singles Chart, quand la chanson est sortie dans l'album, le 17 décembre. C'est le plus grand succès de Soulja Boy jusqu'à aujourd'hui.
Cette chanson figure dans la bande-annonce du film Fast and Furious. Elle également a été jouée régulièrement à l'université de Miami.

## Vidéo musicale
La vidéo commence dans la  résidence de ColliPark  par deux enfants imitant la danse de garçon du Soulja Boy. Mr. Collipark s’intéresse  aux mouvements des enfants, le menant à contacter Soulja Boy afin d'essayer de le signer à "Collipark Records". Son instinct est confirmé quand il voit un certain nombre de personnes (des vieilles et des jeunes filles) populariser la danse, en route à rencontrer Soulja Boy. Cette vidéo a été présentée en première dans l’émission 106 & Park du BET le 9 août 2007. La vidéo musicale comporte Bow Wow, Omarion, Unk, Baby D, Jibbs, Rich Boy, Arab et plusieurs danseurs faisant la danse Soulja Boy.
L'épisode "Crank Dat Killer" de la 4ème saison de la série Atlanta fait référence à la chanson, et à la danse associée, en faisant courir le bruit qu'un tueur s'attaque à des afro-américains ayant posté une vidéo de la chorégraphie de Crank That. Soulja Boy y fait d'ailleurs une apparition dans son propre rôle.

## Classements
La chanson est entrée à la 47e place du Billboard le 28 juillet 2007. Elle était 28e la semaine suivante et a atteint la 1re place le 15 septembre 2007, pour deux semaines, avant d'être détrônée par Stronger de Kanye West. Le 6 octobre 2007, elle est redevenue numéro 1 et l'est restée cinq semaines, pour un total de sept semaines à la tête du classement. En mai 2009, la Chanson Crank That (Soulja Boy) était encore la troisième chanson la plus  vendue sous forme numérique aux États-Unis, en totalisant plus de 4.183.000 copies numériques.
| Classement (2007-2008)             | Meilleure position |
| ---------------------------------- | ------------------ |
| Allemagne (GfK Entertainment)      | 29                 |
| Australie (ARIA)                   | 3                  |
| Autriche (Ö3 Austria Top 40)       | 53                 |
| Canada (Canadian Hot 100)          | 5                  |
| États-Unis (Billboard Hot 100)     | 1                  |
| États-Unis (Hot R&B/Hip-Hop Songs) | 3                  |
| États-Unis (Hot Rap Songs)         | 1                  |
| France (SNEP)                      | 29                 |
| Nouvelle-Zélande (RMNZ)            | 2                  |
| Royaume-Uni (UK Singles Chart)     | 2                  |
| Royaume-Uni (UK R&B Chart)         | 1                  |
| Suisse (Schweizer Hitparade)       | 74                 |

## Reprise
- Le duo I Set My Friends on Fire a fait une reprise pour la chanson dans un style de Post-hardcore et figure sur leur premier album You Can't Spell Slaughter Without Laughter[17].

- à la tournée The Beyoncé Experience de 2007, Beyoncé Knowles a exécuté la danse de Soulja Boy avec la chanson Crank That (Soulja Boy) comme une introduction à la chanson de succès du Destiny's Child "Soldier".

## Sources
- (en) Cet article est partiellement ou en totalité issu de l’article de Wikipédia en anglais intitulé « Crank That (Soulja Boy) » (voir la liste des auteurs).